# Чусюн
Чусю́н (кит. упр. 楚雄, пиньинь Chǔxióng) — городской уезд Чусюн-Ийского автономного округа провинции Юньнань (КНР).

## История
После завоевания Дали монголами и вхождения этих мест в состав империи Юань в 1278 году была создана Вэйчжоуская область (威州), разделённая на два уезда. В 1284 году эти уезды были упразднены, а область была понижена в статусе и сама стала уездом Вэйчу (威楚县). После завоевания провинции Юньнань войсками империи Мин уезд был в 1382 году переименован в Чусюн (楚雄县) и подчинён Чусюнской управе (楚雄府). После Синьхайской революции в Китае была произведена реформа структуры административного деления, в ходе которой управы были упразднены.
После вхождения провинции Юньнань в состав КНР в 1950 году был образован Специальный район Чусюн (楚雄专区), и уезд вошёл в его состав.
Постановлением Госсовета КНР от 18 октября 1957 года Специальный район Чусюн был преобразован в Чусюн-Ийский автономный округ.
В сентябре 1958 года к уезду Чусюн был присоединён уезд Шуанбай, а в октябре — уезд Моудин. В ноябре 1959 года уезды Шуанбай и Моудин были воссозданы.
В сентябре 1960 года к уезду Чусюн был присоединён уезд Наньхуа, но в марте 1962 года он был воссоздан.
Постановлением Госсовета КНР от 9 сентября 1983 года уезд Чусюн был преобразован в городской уезд.

## Административное деление
Городской уезд делится на 12 посёлков и 3 волости.